# Julián del Casal
José Julián del Casal, né le 7 novembre 1863 à La Havane (Cuba) et mort le 21 octobre 1893 dans la même ville, est un intellectuel, poète et journaliste cubain.

## Biographie
Sa mère est espagnole et son père est cubain. Il perd sa mère à l'âge de 5 ans. Il fait ses études secondaires au collège jésuite de Belen, et obtient son diplôme de fin d'études en 1879, puis il étudie le droit durant une année à l'université de La Havane. Il occupe un poste administratif, tout en commençant à écrire des articles dans le journal La Habana Elegante. Il s'exile quelques semaines en Espagne, à cause d'un article où il critiquait le gouverneur général de l'île, puis reprend des activités de journaliste, de façon éphémère, à Cuba. Il s'isole ensuite pour écrire des poésies, qui lui assurent une certaine renommée :  Hojas al viento (1890), Nieve (1892) et Bustos y rimas (1893), tout en maintenant une correspondance avec Rubén Darío et Gustave Moreau, et en encourageant une toute jeune poétesse Juana Borrero. Il traduit des œuvres de Charles Baudelaire et conserve des activités journalistiques, signant sous le pseudonyme d'Hernani.
Il souffre de tuberculose durant plusieurs années, et cette maladie l'emporte en octobre 1893.